# Christelijk Sociale Partij van Zwitserland
De naam Christelijk Sociale Partij (Duits: Chrislich-Soziale Partei, Frans: Parti Chrétien-Social) verwijst naar drie Zwitserse partijen:
- kantonale Christelijk sociale partijen die in 1970 met de federale Zwitserse Conservatieve Volkspartij fuseerden tot de Christendemocratische Volkspartij (CVP);
- Kantonnale Christelijk sociale partijen als onderdeel van de CVP;
- Kantonnale Christelijk sociale partijen die een federale, centrumlinkse, Christelijk Sociale Partij van Zwitserland vormen (Zie hierbeneden).

De huidige Christelijk Sociale Partij van Zwitserland is een centrumlinkse partij die streeft naar een samenleving gebaseerd op Christelijke principes, zoals solidariteit en respect voor het leven. De partij is daarnaast ook ecologisch georiënteerd.
De huidige CSP ontstond in 1989 toen de CSP in het kanton Graubünden zich losmaakte van de federale Christendemocratische Volkspartij (CVP) uit onvrede over haar behoudende koers. CSP Graubünden werd hierna aangeduid als een Freie CSP ("Vrije CSP," verwijzend naar het feit dat de partij zich had losgemaakt van de CVP). In 1993 stapte een prominent lid van de CVP in de stad Zürich, Willy Küng, uit die partij en vormde met gelijkgezinden de Freie CSP van Zürich. Later werden er ook Freie CSP's opgericht in de kantons Fribourg, Jura en Luzern, overigens niet altijd als afsplitsingen van de CVP. In 1997 fuseerden de CSP's van Luzern, Jura en Fribourg, Graubünden en de stad Zürich tot de Christelijk Sociale Partij van Zwitserland. Prominente leden van de CSP zijn Willy Küng uit Zürich en Hugo Fasel uit Fribourg.
Bij de verkiezingen van 19 oktober 2003 behaalde de CSP 0,40% van de stemmen, goed voor 1 zetel in de Nationale Raad (tweede kamer federaal parlement). Bij de parlementsverkiezingen van 21 oktober 2007 verkreeg de CSP 0,40% van de stemmen en behield haar zetel in de Nationale Raad. Bij de parlementsverkiezingen van 2011 en 2015 bleef deze situatie ongewijzigd.
Op federaal niveau is de partij dus klein, maar in het kanton Obwalden is de CSP de grootste partij. Ook hebben CSP'ers zitting in het kantonnaal parlement van het kanton Fribourg.
De CSP wordt meestal gezien als links van de Sociaaldemocratische Partij van Zwitserland en neemt vooral op economisch gebied uiterst linkse standpunten in. Belangrijke standpunten zijn o.a. vervanging van de neoliberale economie door een sociale economie, verzet tegen privatisering, verzet tegen de afbraak van de sociale voorzieningen, verbod op tabaks-, alcohol- en medicijnenreclames, bescherming van het milieu en het veiligstellen van pensioenen.

## Conflict met de CVP over de partijnaam "CSP"
De CVP is allerminst gelukkig met de partijnaam CSP omdat een aantal kantonnale CSP's zijn die niet bij de federale CSP zijn aangesloten maar wel bij de federale CVP. Volgens de CVP is dit voor de kiezer verwarrend. Zo is er bijvoorbeeld een CSP Luzern die is aangesloten bij de CVP en een CSP Luzern die is aangesloten bij de federale CSP.

## Voorzitter
De voorzitter van de CSP is Marius Achermann.

## VerkiezingsresultatenNationale Raad1987-heden
| Zetelverdeling CSP 1987-2015 Nationale Raad |        |      |         |
| Jaar                                        | Zetels | %    | +/-     |
| 1987                                        | 1      | 0,39 | 1       |
| 1991                                        | 1      | 0,29 | Stabiel |
| 1995                                        | 1      | 0,29 | Stabiel |
| 1999                                        | 1      | 0,42 | 1       |
| 2003                                        | 1      | 0,36 | Stabiel |
| 2007                                        | 1      | 0,43 | Stabiel |
| 2011                                        | 1      | 0,37 | Stabiel |
| 2015                                        | 1      | 0,40 | Stabiel |

## Afdelingen
- kanton Fribourg: Christlich Soziale Partei Freiburg
- kanton Jura: Parti Chrétien Social Indépendant
- kanton Luzern: Christlich Soziale Partei Luzern
- kanton Obwalden: Christlich-Soziale Partei Obwalden
- kanton Wallis: Parti Chrétien Social du Valais Romand
- kanton Zürich: Christlich Soziale Partei Zürich